# أخي في الأرض
أخي في الأرض، هي رواية من عام 1984 تنتمي إلى الأدب الذي يتناول نهاية العالم وما بعدها والمسمى بالأدب الكارثي بقلم روبرت سوينديلز. وتَتَبع هذه الرواية مغامرات صبي مراهق، يكافح من أجل البقاء في بريطانيا بعد أن دمرت الحرب النّوويّة البلاد.

## ملخص الأحداث
يبدأ السرد على جانب التل، حيث يواجه البطل، داني لودج، رجلًا في بدلة إشعاع، يصادر دراجته ويأمره بالعودة إلى بلدته الأم، وهي سكيبلي الخيالية. عند وصوله إلى هناك، يجد داني البلدة في حالة خراب، ويعلم أن متجر عائلته قد انهار، مما أسفر عن مقتل والدته. نجا أخوه الذي يدعى بن ووالدهما، لأنهما كانا في القبو، الذي يستعمل كمخزن. ومع وجود الكثير من الطعام في ذلك مخزن، يتوفر لديهما الكثير ليقتاتا منه، ولكن بعد مرور أسابيع، يبدأ الناس الآخرون بالإقتتال على الطعام. بعد فترة وجيزة من الحرب، يلتقي داني بفتاة تدعى كيم.
يصدر المفوض المحلي أمرا بأن يجري إخراج المصابين والعجزة من المقبرة ووضعهم على جانب الطريق حتى يجري نقلهم إلى المستشفى: وقد تبين أن هذا الأمر كان في مقدمة خطته لقتل أولئك الذين سيشكلون عبئًا.
وبعد فترةٍ من الوقت، ينفذ المفوض نظام ترشيد تقنين الغذاء والوقود، مع فرض عقوباتٍ صارمة على تخزين الطعام الاكتناز. أما الجرحى وكبار السن والأشخاص الذين أصيبوا بصدمة عاطفية بسبب الهجوم النووي فيعطون حصصًا غذائيةً مسمومة. ويرفض السيد لودج السماح باستخدام مخزونه لهذا الغرض، وعلى الرغم من أن داني وبن سجلا لبطاقات التموين، إلا أنهما يزوران مركز التغذية المحلي مرة واحدة فقط.
وفي الوقت الحاضر، يأتي رجال المفوض إلى المتجر ويعتقلون السيد لودج. تنفجر الشاحنة التي تحمل السيد لودج، وتقتل كل من كان على متنها، وتترك داني وبن يتيمين. ويسعى الأخوان إلى الحصول على الملاذ في منزل سام برانويل، الذي يمتلك مزرعة صغيرة أي من أصحاب الحيازات الصغيرة، والذي شكل مع العديد من الناجين الآخرين حركة مقاومة تدعى ماسادا، وهي اختصار لـ حركة لتسليح سكيبلي ضد سلطة الدول الدكتاتورية إشارة إلى حصار ماسادا. وتهدف الحركة إلى الإطاحة بالمفوض ومنع إقامة مجتمع إقطاعي؛ ومن بين أعضائها الآخرين كيث رودس (الذي كان مسؤولا عن تفجير الشاحنة)، ومدرس داني السابق في الرياضة وكيم.
ويكتشف الأبطال أن معسكر اعتقال قد أقيم على مزرعة تقع خارج سكيبلي، فيها يستعبد بقية السكان القادرين على العمل تحت حكم المفوض. يقرر أعضاء من ماسادا تصعيد حملة مقاومتهم وشن غارةٍ ليليةٍ على المخيم. وبعد معركةٍ، يطاح بالمفوض ويعين برانويل زعيمًا جديدًا.
في الأشهر التي تلت الغارة، تفسد المحاصيل المزروعة حديثًا كلها بسبب أضرار الإشعاع. تحمل شقيقة كيم التي تدعى مورين بطفل وتنتاب كيم االقلق من أن يأتي الطفل مشوهًا؛ وفي النهاية يولد الطفل دون فم ويموت بعد ذلك بفترةٍ ليست طويلة.
تصل القوات الأجنبية بالمروحية، وتكشف عن وجود مجتمعات محلية في مختلف أنحاء أوروبا. وانطلاقًا من إيمانهم بأن القوات السويسرية سوف تنقذهم، فإن المقيمون في المعسكر يأكلون بحماقة العديد من حصصهم الغذائية. والواقع أن السويسريين يصادرون أسلحتهم ويعطلون المركبات القليلة التي بحوزتهم. وحتى الآن تستنفذ الإمدادات الغذائية من المخيم، الأمر الذي يرغم الناس على الانتقام من كل ما يمكنهم العثورعليه، ويموت كثير منهم. وبالتدريج يبدأ الناس في الرحيل في مجموعات صغيرة لتدبير أمورهم بأنفسهم. وبعد وقتٍ قصيرٍ من وفاة برانويل بسبب الإرهاق خلال الشّتاء الثّاني بعد الحرب، يغادر داني وكيم وبن المعسكر متجهين إلى الجزيرة المقدّسة، حيث يأمل داني أن يكونوا آمنين.
وخلال الرحلة إلى الجزيرة المقدسة، يواجهون مجموعة على الدراجات النارية، بما في ذلك رودس. يطلق كيم النار على رودس ودراج آخر لأنهما كانا على وشك إطلاق النار على داني من أجل سرقة طعامه.
ويمرض بن ويموت بسبب متلازمة الإشعاع الحادة: ويدفنه داني وكيم في حديقة بيتٍ فارغ. وفي داخل المنزل، يجد داني دفتر أستاذ، ويبدأ في تدوين تجاربه بعد الحرب. وينتهي بالقول إنه يخطط لترك ما كتب للأجيال القادمة لقراءته، ويأمل بأن يحذرهم من الإنجراف في الطريق الذي يؤدي إلى الحرب. وأخيرًا، يقوم داني بكتابة إهداء على القصة التي كتبها لبن، قائلا إلى «أخي في الأرض».
وفي عام 1994، يعاد طبع الكتاب مع فصلٍ نهائيٍ إضافي. ويتوفى بن أيضا في النهاية المعدلة، ولكن بدلًا من أن يترك القصة التي كتبها داني خلفه، فإن داني يأخذ دفتر الأستاذ معه إلى الجزيرة المقدسة.
تنتظر كيم مولودا وهو الرابع في الجزيرة المقدسة ووالده هو داني. ويقرران بأنه إذا نجا الطفل، فسيسميانه «بن».

## روابط خارجية
- "Brother in the Land told me (at 10) why I wouldn’t survive nuclear war" by Owen Jones